# لوفت‌وافه
لوفت‌وافه (به آلمانی: Luftwaffe) عنوان اطلاقی به نیروی هوایی آلمان در دوره رایش سوم بود. این نیرو در کنار هیر و کریگسمارینه یکی از سه بخش ورماخت بود. این نیرو در واقع مجموعهٔ نیروی آفندی و پدافندی هوایی بود و در جنگ جهانی دوم بیشتر در پشتیبانی نیروی زمینی فعالیت داشت.

## سازمان
لوفت‌وافه ماه سپتامبر سال ۱۹۳۹ از منظر عملیاتی در قالب چهار ناوگان هوایی سازمان یافت. در طول جنگ جهانی دوم سه ناوگان هوایی دیگر به این مقدار افزوده گشت. هر ناوگان هوایی حداکثر ۱۲۵۰ هواگرد داشت و به چند سپاه هوایی یا لشکر هوایی تقسیم می‌شد. هر سپاه یا لشکر هوایی متشکل از چند جناح بود. هر جناح سه گروه داشت که هر یک از آن‌ها به نوبه خود مرکب از سه یا چهار اسکادران دارای ۱۲ هواگرد می‌شدند. هنگام آغاز جنگ لوفت‌وافه متشکل از ۳۰۲ اسکادران با ۲۳۷۰ خدمه و ۲۵۶۴ هواگرد زرمی بود.

## آموزش
آموزش پایه نیروهای پذیرفته‌شده در لوفت‌وافه در دانشکده‌های آموزش خلبانی هنگ‌های آموزش پرواز انجام می‌گرفت. در این دانشکده‌ها افراد مناسب جهت آموزش پرواز برگزیده می‌شدند. پس از این دوره، خلبانان وارد دانشکده‌های آ، ب و سی آموزش خلبانی می‌گشتند. هر یک از این حروف نشان‌گر نوع خاصی از هواگردها بود. هر یک از این انواع به دو بخش ۱ و ۲ تقسیم شده بودند. آموزش پرواز از بخش آ آغاز می‌شد و در دوره‌های ب۱، ب۲، سی۱ و سی۲ ادامه پیدا می‌نمود. همه مراحل شامل آموزش‌های جزئی متوالی در خصوص پرواز بود. در دانشکده‌های پرواز آ و ب خلبانان آموزش‌های گسترده نظری را می‌گذراندند. سپس آموزش پرواز هواگرد به شیوه‌های مختلف و در شرایط مختلف انجام می‌پذیرفت. مجوز ورود به دوره آ۲ شامل گذراندن آموزش پایه در قالب ۶۰ پرواز آموزشی مجموعاً به طول ۱۵ ساعت پرواز شامل پروازهای مسافت بالا خارج از شهر، پرواز در قالب آرایش، فرودهای اجباری و چهار فرود خارج از فرودگاه بود. دوره ب شامل پرواز در ارتفاع بالا، فرود دقیق، پرواز خارج از شهر، فرود شبانه و آموزش کنترل هواگرد در شرایط خطرناک می‌شد. خلبانانی که این دوره را نیز گذرانده بودند با توجه به اهداف و مهارت‌هایشان، وارد دانشکده سی یا دانشکده تسلیحات می‌گشتند. این دوره‌ها شامل آموزش پرواز هواگردهای بمب‌افکن شیرجه‌ای، جنگنده سنگین، جنگنده، شناسایی و ترابری با دوره گسترده کار با توپ و بمباران می‌گشت. افراد در دانشکده سی پرواز با انواع هواگردهای چند موتوره را فرا می‌گرفتند. براب یک خلبان بمب‌افکن، شناسایی و ترابری دانشکده پرواز کور آخرین مرحله پیش از ورود به خدمت در لوفت‌وافه به حساب می‌آمد. این افراد هنگامی که وارد یگان‌های رزمی می‌شدند معمولاً تجربه ۲۵۰ ساعت پرواز را داشتند. یک فارغ‌التحصیل که دوره‌های آموزش خلبانی آ تا سی را طی کرده بود، معمولاً به گروه جایگزینی یک یک یگان رزمی منتقل می‌شد. در این موقعیت خلبانان جدید پیش از ورود به گروه‌های رزمی، تحت نظارت خلبانان با تجربه، آموزش رزم می‌دیدند.

## تاریخچه عملیاتی

### بالکان
کارزار بهار سال ۱۹۴۱ در بالکان لوفت‌وافه را پس از یک دوره آرامش نسبی بین ماه‌های دسامبر ۱۹۴۰ تا مارس ۱۹۴۱، مجدداً درگیر عملیات‌های عمده کرد. در جریان تهاجم آلمان به یوگسلاوی، مأموریت نخست لوفت‌وافه «حملات مداوم شبانه‌روزی» علیه تأسیسات زمینی نیروی هوایی یوگسلاوی و شهر بلگراد، پایتخت این کشور بود. این دستورالعمل مشخصا مراکز صنعتی و شبکه ترابری را از بمباران‌ها مستثنی ساخت. نزدیک به ۶۰۰ هواگرد جهت پشتیبانی از عملیات در یوگسلاوی از پایگاه‌های هوایی مختلف در رایش به ناحیه عملیاتی منتقل گشت تا مجموع توان لوفت‌وافه برای این عملیات به بیش از ۱۰۰۰ هواگرد برسد.